# Marco della Tomba
Marco della Tomba, al secolo Pietro Girolamo Agresti (Tomba, 1726 – Bhagalpur, 1803), è stato un missionario, indologo e traduttore italiano.
Fu il primo a tradurre in italiano testi dal sanscrito e dall'hindi.

## Biografia
Nativo di Tomba (oggi Castel Colonna di Trecastelli, AN) presso Senigallia, entrò a far parte dell'Ordine dei Cappuccini a Camerino nel 1745. Fino al 1755 studiò presso la Congregazione per l'evangelizzazione dei popoli, votandosi quindi all'attività missionaria e venendo destinato all'evangelizzazione dell'India.
All'inizio del 1756 si recò a Lorient per imbarcarsi per Pondicherry, ma il viaggio venne annullato e dovette rientrare a Napoli. Nello stesso 1756 tuttavia riuscì ad organizzarne un altro, salpando in dicembre alla volta dell'India. Giunse a Pondicherry l'8 settembre 1757, giungendo poi a Bettiah, città al confine col Nepal a cui era stato assegnato. A Bettiah era presente un ospizio cattolico, dove per circa un anno il missionario poté dedicarsi allo studio della lingua hindi e ad apprendere rudimenti di sanscrito.
Nel frattempo tuttavia era scoppiata la guerra dei sette anni, che non risparmiò l'India: costretto a divenire cappellano a seguito dell'esercito coloniale francese, il cappuccino venne fatto prigioniero dagli inglesi nel 1761 dopo la sconfitta francese a Patna. Rilasciato, rientrò a Bettiah e venne nominato padre superiore della locale missione cattolica dopo la morte di Giuseppe Maria da Gargnano durante la guerra. Tuttavia nemmeno Bettiah fu risparmiata dalla guerra, venendo attaccata nel 1762 dall'impero Moghul, che sconfisse il locale ragià e causò un esodo di massa degli abitanti della città. La missione cattolica rimase uno dei pochi edifici in uso, e il padre superiore diede rifugio ad un bramino di Varanasi che portava con sé numerosi testi sacri induisti. Padre della Tomba poté consultarli e, con l'aiuto dell'amico bramino, ne tradusse numerosi dal sanscrito e dall'hindi in italiano. Tra i testi tradotti si ricordano il Mul Panji, il Gyan Sagar, l'Arjuna Gita e i lavori del poeta Tulsidas. Le traduzioni di della Tomba sono conservate nella biblioteca apostolica vaticana, e rappresentano le prime rese in italiano di testi indiani.
Nel 1763 riuscì a far abbandonare il sistema delle caste ai cristiani di Bettiah. Dopo la conquista inglese inizialmente la missione di Bettiah fu favorita dai nuovi colonizzatori, in quanto il padre superiore e i frati vennero promossi al ruolo di zamindari, proprietari terrieri simil-feudali incaricati di amministrare il territorio. Fino al 1773 padre della Tomba poté quindi dedicarsi a redigere vari trattati sulla cultura indiana,  spedendoli al proprio referente a Roma, monsignor Stefano Borgia (in seguito cardinale). Sebbene i suoi testi siano rimasti inediti per decenni, la loro riscoperta nel XIX secolo pose le basi per l'indologia italiana.
Nel 1773 chiese ed ottenne di ritirarsi in Italia, rientrando a Senigallia l'anno successivo. La nostalgia per l'India si rivelò tuttavia troppo forte, ed entro poco tempo aveva già richiesto a monsignor Borgia il permesso di poter tornare in Asia. Il suo rientro venne tuttavia ritardato di alcuni anni, poiché i superiori cappuccini non vedevano di buon occhio un suo ritorno in India. Nel 1782 poté infine ripartire e giunse a Ceylon, che percorse a piedi da sud a nord partendo da Galle e giungendo a Jaffna, dove si imbarcò per Tranquebar. Tornato in India nell'estate 1783, sperava di rivedere l'amata Bettiah, ma venne invece assegnato alla città di Bhagalpur sul Gange, dove rimase fino alla propria morte.
Nel 1786 la Compagnia delle Indie Orientali riuscì a subentrare ai frati di Bettiah, causando notevole instabilità in seno alla missione cattolica in India. Dopo la morte nello stesso anno del prefetto cattolico in India padre della Tomba cercò di ottenere la nomina, ma riuscì ad esercitarne solo le funzioni ad interim fino all'arrivo nel 1788 del nuovo prefetto Carlo Maria da Alatri. Negli anni successivi l'amministrazione cattolica si rivelò inefficace e piagata da discordie interne, a cui lo stesso della Tomba non fu estraneo. Tra il 1799 e il 1802 la situazione divenne ancora più caotica: con padre da Alatri rimosso e il suo successore morto dopo pochi mesi, padre della Tomba divenne ancora prefetto ad interim, ma presto arrivarono a Roma denunce contro di lui e venne di fatto esautorato dalla carica.
Nel 1804 il cardinale Borgia convalidò una relazione stilata contro padre della Tomba e ne decretò la rimozione dall'incarico; il provvedimento non fu comunque necessario, poiché il cappuccino, ormai anziano, era già morto tra il marzo e il giugno 1803 a Bhagalpur, e la notizia non giunse in Europa che l'anno successivo.